# ممداد

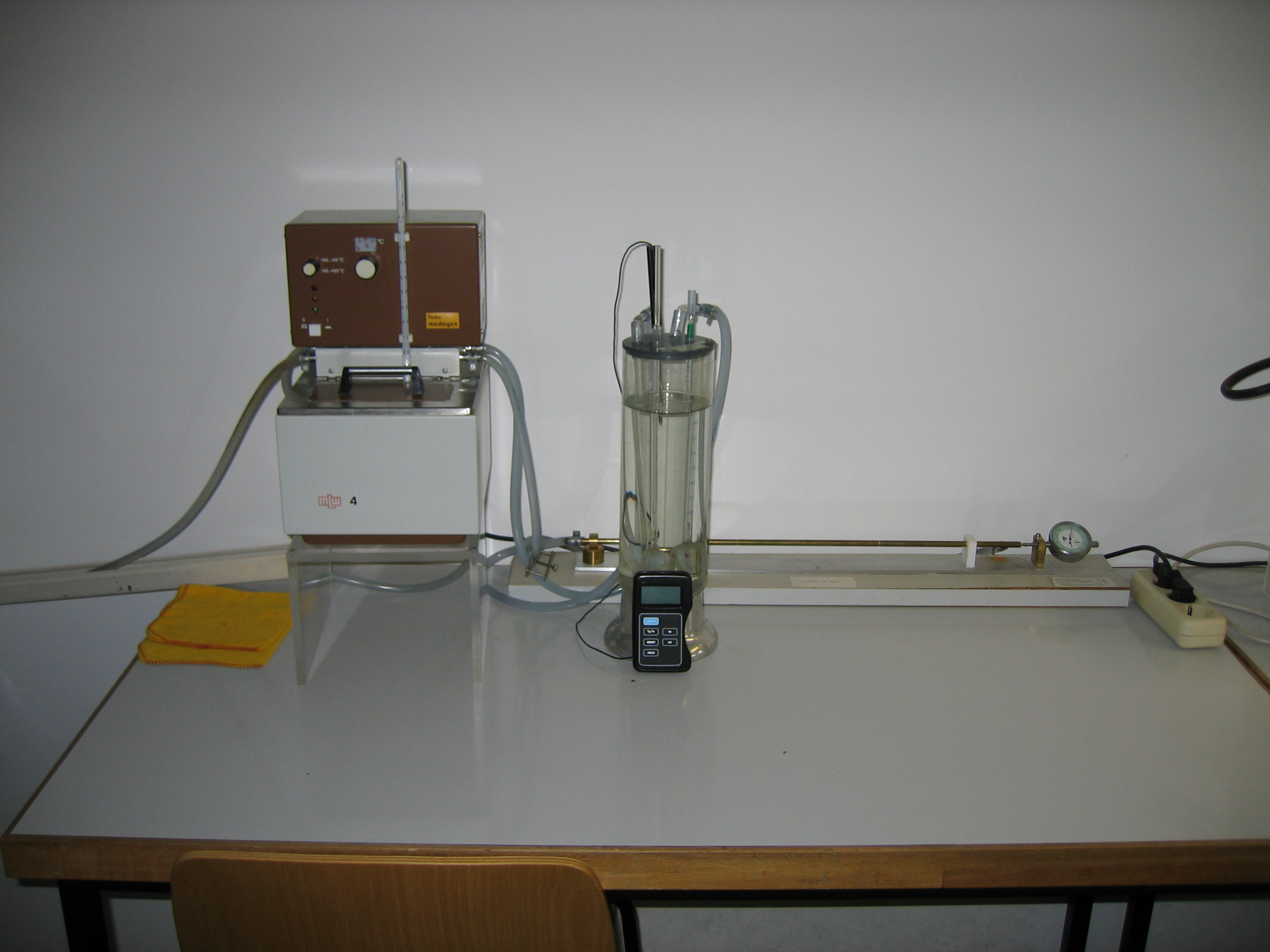
بنية بسيط للممداد لقياس التمدد الحراري للسوائل والمواد الصلبة

المِمْداد هو أداة علمية تقيس التغيرات في الحجم الناتجة عن عملية فيزيائية أو كيميائية. التطبيق المألوف للممداد هو مقياس الحرارة الزئبقي حيث يُقرأ التغيير في حجم السائل من مقياس متدرج. نظرًا لأن الزئبق لديه معدل تمدد يقرب الثابت على نطاقات درجة الحرارة المحيطة فإن تغيرات الحجم ترتبط ارتباطًا مباشرًا بدرجة الحرارة.